# Machaerina iridifolia
Machaerina iridifolia är en halvgräsart som först beskrevs av Jean-Baptiste Bory de Saint-Vincent, och fick sitt nu gällande namn av Tetsuo Michael Koyama. Machaerina iridifolia ingår i släktet Machaerina och familjen halvgräs. Inga underarter finns listade i Catalogue of Life.